# Don't Bring Me Down
Don't Bring Me Down är en låt av Electric Light Orchestra, komponerad av Jeff Lynne. Den gavs ut som singel och blev en internationell hit, samt deras största hit i USA. Låten återfinns som sista spår på gruppens studioalbum Discovery, utgivet 1979. Låten var gruppens första som inte innehöll några stråkinstrument, men blev trots frånvaron av det kännetecknet en av deras kändaste låtar.
Låten skall ej förväxlas med 1960-talslåtarna "Don't Bring Me Down" av The Pretty Things, eller "Don't Bring Me Down" av The Animals.

## Listplaceringar
| Lista (1979)   | Position                       |
| -------------- | ------------------------------ |
| Australien     | 6 (Kent Music Report)          |
| Frankrike      | 44                             |
| Irland         | 6                              |
| Kanada         | 1 (RPM)                        |
| Nederländerna  | 5                              |
| Nya Zeeland    | 6                              |
| Schweiz        | 2                              |
| Spanien        | 10                             |
| Storbritannien | 3 (UK Albums Chart)            |
| Sverige        | "Veckans Smash Hit" i Poporama |
| USA            | 13 (Billboard Hot 100)         |
| Västtyskland   | 5                              |
| Österrike      | 2                              |